# Jean-Baptiste Courtois
Jean-Baptiste Courtois (* um 1627 in Saint-Hippolyte (Doubs), Franche-Comté) war ein italienischer Kirchenmaler französischer Herkunft.
Er war ein Sohn des Malers Jean-Pierre Courtois. Mit seinen Brüdern Jacques und Guillaume kam er 1639 nach Rom.
Courtois trat in 1659 in den Kapuzinerorden (Ordensname Giovanni Antonio da Sant'Ipppolito) ein. Den Kapuzinerkonvent bei Capo le Cae in Rom schmückte er mit Andachtsbildern aus. Es ist ein Kupferstich mit einem Selbstbildnis von ihm bekannt, auf welchem er in Kutte an seiner Staffelei abgebildet ist.
Seine Werke haben nur ein bescheidenes künstlerisches Niveau.